# Hal Roach

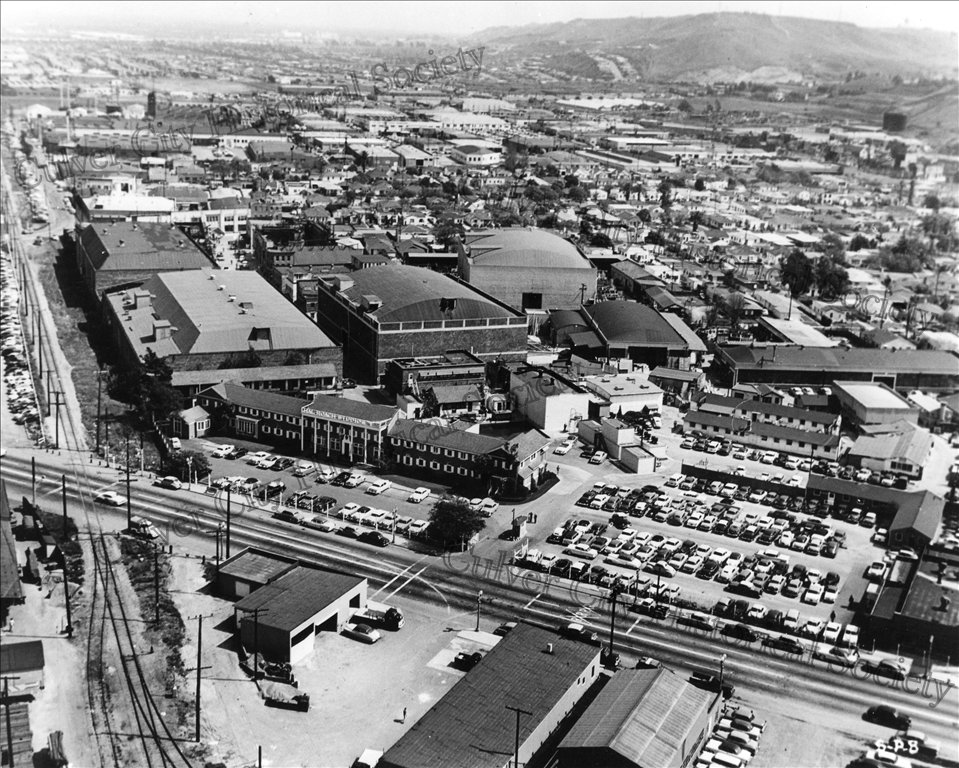
Hal Roach Filmstudio (1959)

Harold Eugene (Hal) Roach sr. (Elmira (New York), 14 januari 1892 – Los Angeles (Californië), 2 november 1992) was een Amerikaanse filmproducent die voornamelijk actief was in de jaren twintig en dertig van de twintigste eeuw. 
Roach maakte veel films met Stan Laurel en Oliver Hardy, Our Gang (onder andere The Little Rascals-reeks) en Harold Lloyd (onder andere Safety Last!). Ook was hij verantwoordelijk voor de Topper-trilogie met Cary Grant en Spring Fever. Vanaf de jaren vijftig werkte hij vooral voor televisie. De laatste bioscoopfilm die hij maakte was One Million Years B.C. (een remake van zijn eerdere film One Million B.C.) uit 1966. Zijn laatste werken waren de televisie films Lantern Hill (met Sarah Polley) en The Little Kidnappers (met Charlton Heston), beide uit 1990. 

## Hal Roach Studios
Door de vroege successen was Roach in de gelegenheid om gedurende de jaren '20 grote stukken grond rond het centrum in Los Angeles te kopen. Op het terrein dat bekend werd als "The Lot of Fun" (het Geinterrein) werden zijn films vanaf dat moment gemaakt. Het studioterrein was uiteindelijk 14,5 acre (58,680 m²) groot en bestond uit 55 gebouwen. In 1963 werd het afgebroken. De laatste film die werd opgenomen was Dime with a Halo (1963).

## Latere leven
In 1984 ontving Hal Roach een Oscar voor zijn levenswerk. In 1992 overleed hij op honderdjarige leeftijd.

## Werk (selectie)

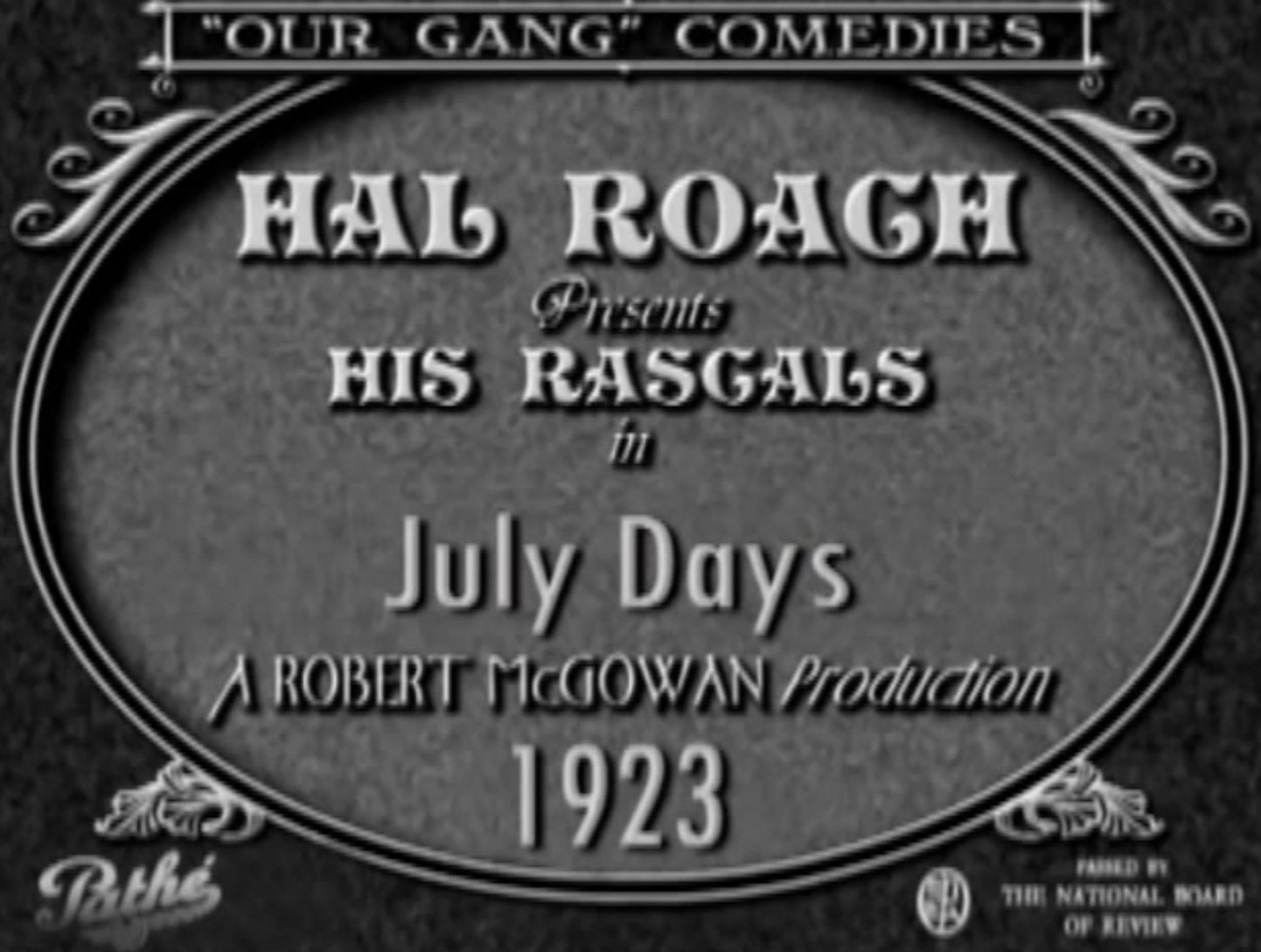
July Days (1923)
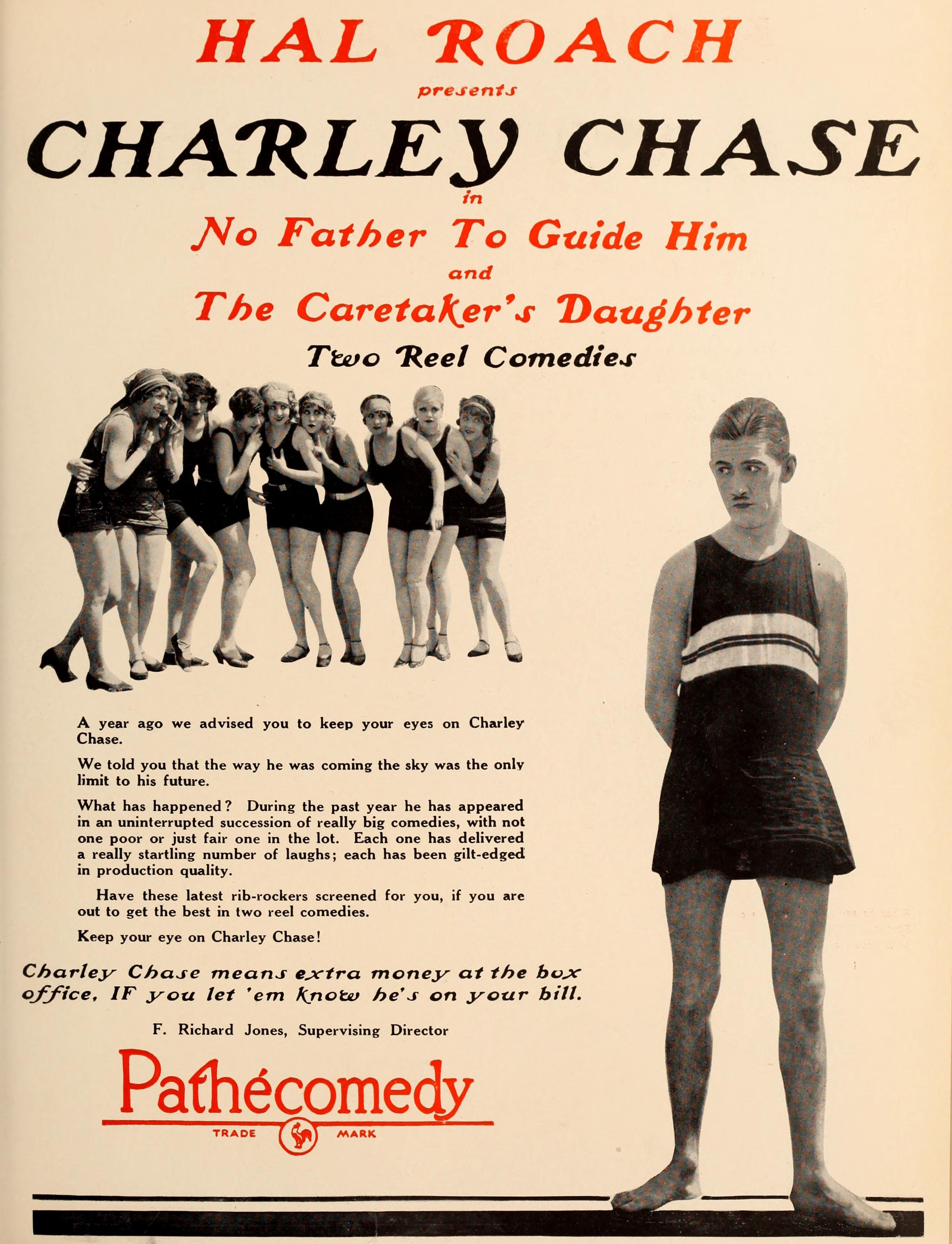
Charley Chase (1925)
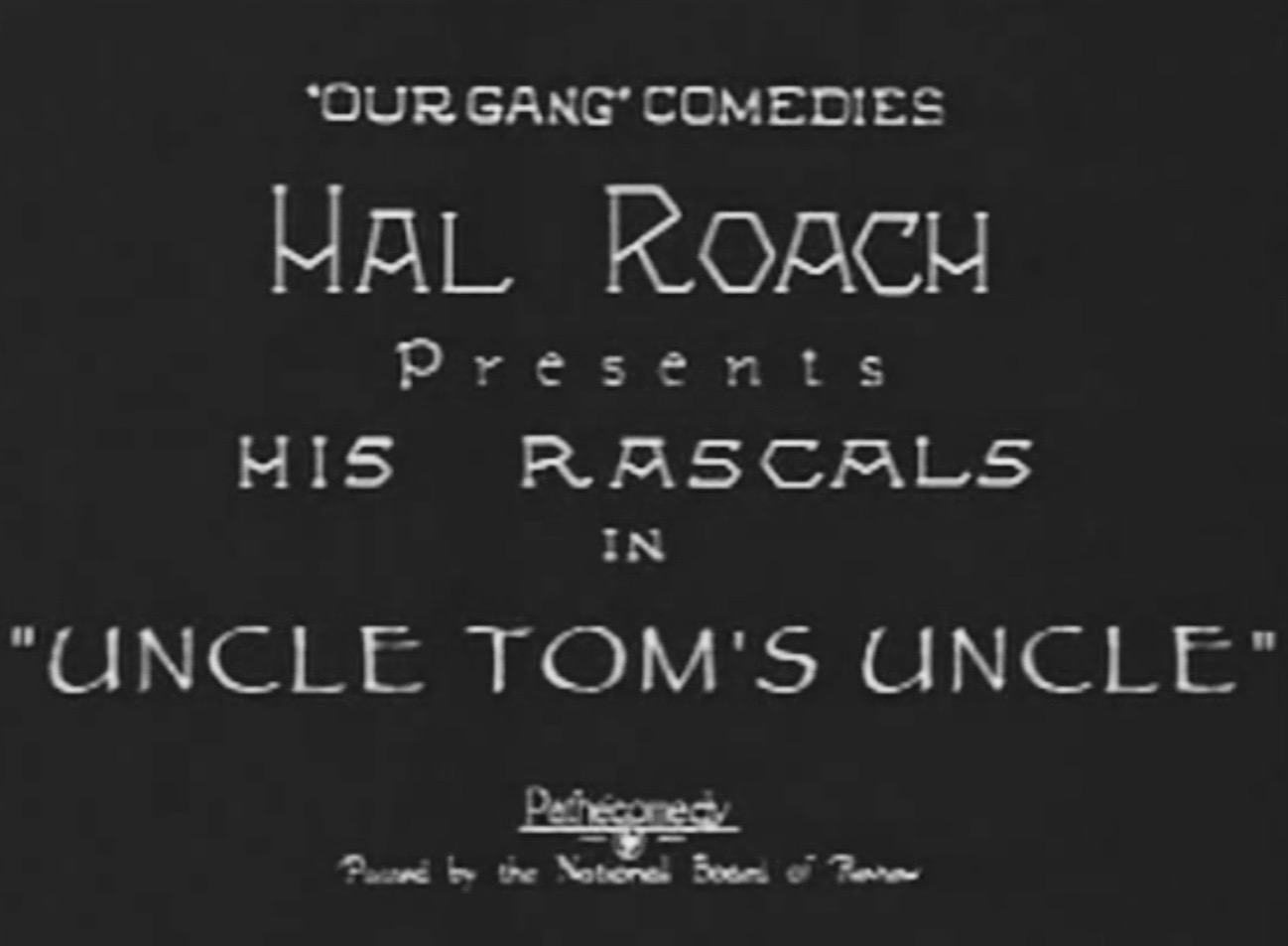
Uncle Toms Uncle (1926)
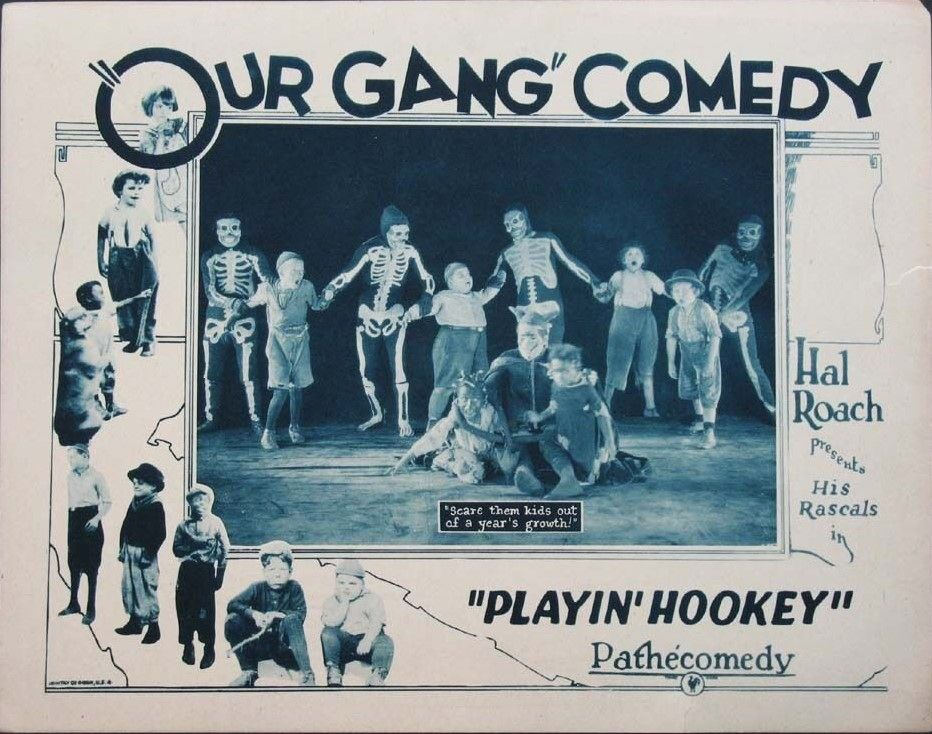
Our Gang (1928)